# Coupe du monde de saut d'obstacles 2003-2004
Navigation
Édition précédente Édition suivante
La coupe du monde de saut d'obstacles 2003-2004 est la 26e édition de la coupe du monde de saut d'obstacles organisée par la FEI. La finale se déroule à Milan (Italie), du 21 avril au 25 avril 2004.

## Classement après la finale
| Pos. | Cavalier                   | Nationalité | Cheval          |
| ---- | -------------------------- | ----------- | --------------- |
| 1    | Bruno Broucqsault          | France      | Dileme de Cephe |
| 2    | Meredith Michaels-Beerbaum | Allemagne   | Shutterfly      |
| 3    | Markus Fuchs               | Suisse      | Tinka's Boy     |